# Jane Eyre (película de 1934)
Jane Eyre es una película de drama romántico estadounidense de 1934 dirigida por Christy Cabanne y protagonizada por Virginia Bruce y Colin Clive. Está basada en la novela de 1847 Jane Eyre de Charlotte Brontë, y es la primera adaptación cinematográfica que utiliza el sonido.

## Trama
Una huérfana de la era victoriana consigue un puesto de institutriz en Thornfield Hall. Donde se enamora de su empleador.

## Reparto
- Virginia Bruce como Jane Eyre
- Colin Clive como Edward Rochester
- Beryl Mercer como Mrs. Fairfax
- David Torrence como Mr. Brocklehurst
- Aileen Pringle como Lady Blanche Ingram
- Edith Fellows como Adele Rochester
- John Rogers como Sam Poole
- Jean Darling como Jane Eyre cuando era niña
- Lionel Belmore como Lord Ingram
- Jameson Thomas como Charles Craig
- Ethel Griffies como Grace Poole
- Claire Du Brey como Bertha Rochester
- William Burress como Ministro
- Joan Standing como Daisy
- Richard Quine como John Reed
- Desmond Roberts como Dr. John Rivers (Sin acreditar)
- Olaf Hytten como joyero (Sin acreditar)
- Clarissa Selwynne como Mrs. Reed (Sin acreditar)

## Producción
La producción comenzó el 17 de mayo de 1934 en General Service Studios.

## Recepción
El crítico Leonard Maltin le dio 2 estrellas (de cuatro) a la película, y la describió como "La versión de la novela de Brontë, producida por Monogram, de todos los estudios [...] Aún así, no deja de ser interesante como curiosidad".

## Banda sonora
- Adele canta el "Coro nupcial" de la ópera Lohengrin, de Richard Wagner.
- Adele canta "My Bonnie Lies over the Ocean".